# Duke Nukem Advance
Duke Nukem Advance – gra autorstwa Torus Games wydana na przenośną konsolę Game Boy Advance 12 sierpnia 2002 roku na świecie oraz w Stanach Zjednoczonych, 20 września 2002 roku gra została wydana w Europie.

## Rozgrywka
Duke Nukem Advance jest grą wydaną na przenośną konsolę Game Boy Advance. Akcja jest obserwowana z perspektywy pierwszej osoby. Gra jest podobna pod względem konstrukcji do Doom'a Advance oraz Wolfensteina 3D. Kampania w trybie gry jednoosobowej składa się z 19 rozbudowanych poziomów, w grze zostały zawarte bonusy. Akcja gry rozgrywana jest między innymi w Strefie 51, Egipcie, Australii oraz na statku Obcych. Gra posiada tryb gry wieloosobowej dla czterech osób, mogą one brać udział między innymi w pojedynkach Deathmatch.
Serwis IGN podsumował recenzję gry, stwierdzając, że jest to jedna z najlepszych gier gatunku FPS na platformę Game Boy Advance.